# Parisina (ópera)
Parisina o Parisina d'Este es una ópera (melodramma), en tres actos con música de Gaetano Donizetti y libreto en italiano de Felice Romani, basado en el poema de Byron Parisina (1816). Se estrenó el 17 de marzo de 1833 en el Teatro della Pergola, Florencia.
Es una ópera poco representada. En las estadísticas de Operabase aparece con sólo 2 representaciones en el período 2005-2010.

## Personajes
| Rol                                                              | Tipo de voz   | Elenco premier       |
| ---------------------------------------------------------------- | ------------- | -------------------- |
| Parisina, esposa de Azzo, enamorada de Ugo                       | soprano       | Caroline Unger       |
| Ugo, enamorado de Parisina, quien luego se descubre hijo de Azzo | tenor         | Gilbert Louis Duprez |
| Azzo, señor de Ferrara                                           | barítono      | Domenico Cosselli    |
| Ernesto, ministro de Azzo                                        | bajo          | Carlo Ottolini Porto |
| Imelda, dama de honor de Parisina                                | mezzo-soprano | Teresa Zappucci      |
| Caballeros, damas de honor, gondoleros, hacendados, soldados     |               |                      |

## Argumento

### Acto I

Escudo de la familia D'Este en la época en que se desarrolla la acción.

La acción se desarrolla en Ferrara. Ernesto y nobles esperan al duque Azzo (È desto il duca?). Aparece Azzo, que revela a Ernesto sus sospechas: teme que su esposa Parisina, de la que está celosísimo, lo traicione, como su anterior esposa, Matilde. Para confirmarlo, desearía el regreso de Ugo a Ferrara, un joven criado de Ernesto, convertido en el favorito de Azzo, anteriormente enamorado de Parisina. Se va Azzo, y entra Ugo, desencadenando el temor de Ernesto: sabe que Azzo todavía está enojado con Ugo, y que su exilio aún no ha terminado. Ugo revela a Ernesto su amor por Parisina.
Parisina, mientras tanto, se encuentra con la fiel Imelda y las otras damas de honor, descansando en los jardines, cuando se oyen los sonidos de la fiesta. Entre los caballeros, Parisina nota a Ugo. Quedándose solos, Parisina lo exhorta a huir con ella, si aún lo desea. Llega el duque, que, ofuscado, pregunta cómo es que Ugo se encuentra allí. Parisina lo defiende, suscitando la ira de Azzo (Il difende! E in sua difesa tanto adopra).
Ribera del Po. Azzo permite que Ugo permanezca en la fiesta, mientras están por embarcarse. Parisina sigue a su marido durante el transcurso de la fiesta (final concertado: Vieni, vieni, e in sereno sembiante), pero Ernesto, Ugo y Parisina son presa del temor, mientras Azzo arde de rabia (Ma divoro nel cor tremante un timor/furor che non posso frenar).

### Acto II
Imelda y las damas de honor comentan la fiesta (Lieta era dessa), felices por la alegría de Parisina y de la tranquilidad de Azzo. Sólo Imelda se siente temerosa. Entra Parisina, que, cansada, se adormece. Las doncellas la dejan sola, pero, furtivamente, Azzo entra en la recámara, y espía a Parisina, que, sonámbula, en el sueño cree ver a Ugo y fugarse junto a él. Azzo grita, iracundo, despertando a Parisina, y la acusa de traición, por haberla oído invocar el nombre de Ugo en sueños. Parisina, desesperadamente, admite su amor por él. Azzo quiere condenarla a morir, pero se detiene (Non pentirti, mi ferisici).
En la fiesta, Ugo está preocupado por la tardanza de Parisina, que espera en la sala. Entran los hacendados, intimándolo a seguirlos donde el duque, que desea constatar si la traición de Parisina es cierta. Azzo decide condenarlo a muerte, cuando Ernesto interviene, diciendo que Ugo es el hijo del primer matrimonio del duque, confiado a él por Matilde luego de su abandono. Azzo lo reconoce, y anula la condena.

### Acto III
En la capilla (coro inicial: Muta, insensibile), Parisina ruega por la salvación de su amado, cuando Imelda le lleva un billete de Ugo, que la invita a huir con él. Parisina, dudosa, vacila, luego se decide, cuando se oyen sonidos fúnebres. Azzo aparece, detiene a Parisina, y le muestra el cadáver de Ugo. Parisina, horrorizada, no resiste a la visión de su amado (Ugo è spento! A me si renda!) y muere, en medio del horror de los presentes.

## Grabaciones
- (Lugano, 1997) Alexandrina Pendatchanska, Daniela Barcellona, Eldar Aliev, Amedeo Moretti, Ramón Andrés, Orchestra Della Svizzera Italiana, Choro Della RTSI, dir. Emmanuel Plasson. DINAMIC DYN 277, 2 h. 11 min. Estéreo. CD